# Spinario
Spinario – datowana na I wiek p.n.e. rzeźba z brązu, przedstawiająca chłopca wyciągającego sobie cierń z nogi.
Rzeźba przedstawia siedzącego na skale chłopca, który z opartej na prawym kolanie lewej stopy usiłuje wyciągnąć cierń. Dzieło uważane jest za rzymski pastisz inspirowany rzeźbą grecką. Ciało chłopca jest typowe dla sztuki hellenistycznej, podczas gdy głowa nawiązuje do dzieł z V wieku p.n.e. i jest charakterystyczna dla posągów postaci stojących.
Najwcześniejsze wzmianki o Spinario pochodzą ze średniowiecznych relacji Bieniamina z Tudeli (XII w.) oraz Mistrza Grzegorza (XII/XIII w.), był on wówczas ustawiony na szczycie marmurowej kolumny przed Pałacem Laterańskim. Beniamin z Tudeli inspirując się fragmentem z 2 Księgi Samuela (2Sm 14,25) uznał chłopca za przedstawienie Absaloma, podczas gdy dla Mistrza Grzegorza był to Priap. W 1471 roku na polecenie papieża Sykstusa IV rzeźbę przeniesiono do nowo wybudowanego Palazzo dei Conservatori (obecnie część Muzeów Kapitolińskich). W roku 1798 rzeźba została zagrabiona przez Francuzów i wywieziona do Paryża, gdzie umieszczono ją w zbiorach Luwru. Po klęsce Napoleona wróciła na początku 1816 roku do Rzymu.
Wokół przedstawionej w rzeźbie postaci narosło wiele legend, według najpopularniejszej z nich chłopiec nazywał się Gnejusz Mariusz. Gdy powierzono mu dostarczenie wiadomości dla senatu wykonał swoje zadanie z takim poświęceniem, że cierń, który wbił mu się w nogę podczas podróży, wyciągnął dopiero po dotarciu na miejsce.
Rzeźba stanowiła źródło inspiracji dla artystów renesansowych. Była wielokrotnie kopiowana w marmurze i brązie, m.in. przez Antonello Gaginiego do dekoracji fontanny w Palazzo Alcontres w Mesynie, zaś układ ciała chłopca został wykorzystany m.in. przez Brunelleschiego w scenie ofiarowania Izaaka w projekcie drzwi dla Baptysterium we Florencji i Botticellego w obrazie Próby Mojżesza.